# Verneugheol
 Verneugheol  là một xã ở tỉnh Puy-de-Dôme trong vùng Auvergne-Rhône-Alpes miền trung nước Pháp.

## Địa hình
Sông Chavanon (tiếng địa phương la Ramade) tạo nên phần lớn gianh giới phía Tây Nam của xã.